# 1980年の日本の女性史
1980年の日本の女性史（1980ねんのにほんのじょせいし）は、1980年（昭和55年）の日本における女性に関するできごとを時系列的に挙げる。参考文献は日本の女性史年表を参照のこと。
本項目は歴史研究としての女性史ではなく、日本における女性に関するできごとをある体系に基づいて述べようとするものではない。
- 1月3日 総理府「婦人に関する世論調査」、「1人立ちできれば結婚しなくてもよい」「子供ができても仕事を続ける」合わせて23%、昭和47年の前回調査の倍
- 1月21日 女性で初の大使、デンマーク大使に高橋展子
- 2月12日 熊本市、重度サリドマイド被害の辻典子を公務員に採用、サリドマイド被害者として初めての公務員採用
- 2月10日 社会党副委員長に女性で初の田中寿美子
- 2月21日 前衛舞踏家花柳幻舟、家元制度に反対し、国立劇場の廊下で花柳流家元花柳寿輔に切りつける。栃木刑務所で服役した。
- 2月21日 津地方裁判所、鈴鹿市役所男女昇格差別に違法判決
　「地方公務員法は…憲法が明示する法の下の平等の原則を地方公務員制度の中に具体化し平等取扱いの原則を明確に規定…同一の条件で同等の職務に服する限り、…女子職員は男子職員に比し、不当に不利益な差別待遇を受けない法律上の利益を有する…」ので、同期の男子職員全員を昇格させ、女子職員のみ昇格させないのは違法であると。
　鈴鹿市は控訴、1983年4月28日 名古屋高裁、鈴鹿市勝訴の判決。「公務員の…昇格は、もともと任命権者に認められた権限であって、公務員には昇格請求権は存在せず…。…確かに昇給者数の比率上では男子と女子の間に相当の格差があるが、…任命権者が社会観念上著しく妥当性を欠いて裁量権を付与した目的を逸脱しこれを濫用したとは認められない。」
- 2月- 日本初のフェミニストセラピィ「なかま」 開設、日本におけるフェミニスト心理学の誕生
- 3月1日 日弁連主催「これからの婦人労働法制を考える」集会
- 3月19日 横浜市と川崎市内の主婦グループ、合成洗剤追放の市条例制定を求めて直接請求運動開始
3月- 環境庁、リンを含む合成洗剤追放を決定　花王石鹸、無リン粉末合成洗剤を発売
- 3月29日 主婦連・全国消費者団体連絡会（消団連）など60団体、「情報公開法を求める市民運動」結成
- 3月30日 富山・長野連続女性誘拐殺人事件（警察庁広域重要指定111号事件）で、女Mと男性K（Mの愛人）が逮捕される。公判で、Mは富山県の事件について無罪を主張し、「Kが主犯」と主張したが、Kは無実を主張し、Mについて「この清い、静粛な法廷に悪魔の心を持つ女がいる」と言い放った。
1988年2月9日、富山地方裁判所（大山貞雄裁判長）は一連の事件をMの単独犯行と認定し、被告人Mを死刑（求刑：同）とする一方、被告人K（求刑：無期懲役）については「犯行に関与していない」として無罪とする判決を言い渡した[1]。1992年3月31日に名古屋高裁金沢支部（濱田武律裁判長）も第一審判決を支持する判決を宣告し[2]、男性Kは同年4月15日に無罪が確定[3]。一方、Mは1998年10月に死刑が確定した[4]。
- 4月16-17日 OECD主催、初の「婦人の雇用に関するハイレベル会議」、パリで
- 4月- 大阪市、登校拒否児の訪問治療及びその母親の集団治療を開始
- 5月9日 民法に寄与分新設、配偶者の法定相続分1/3から1/2に引き上げられる。
- 5月- 日本産婦人科学会で、開業医夏山英一博士が妊娠5ヶ月の胎児の性別を超音波で診断する方法を発表、的中率99.9%
- 6月22日 衆参両院同時選挙、女性の投票率が男性を上回り、市川房枝参議院全国区でトップ当選
- 7月1日 早稲田大学就職問題調査会「私たちの就職手帳・女子学生のために Vol.1」発行
女子学生達が自ら企業の女性の採用情報や差別の実態などを取材し、企業名等を実名で掲載した。
- 7月- イエスの方舟事件
「イエスの方舟」とは千石イエスこと千石剛賢主宰のキリスト教教団
1970年代半ばより、東京近郊サラリーマン家庭の女性たちが集まり、実家に連絡を絶つ者も出たため、娘たちの入信を怒った家族が押しかけて問題化。このため各地を漂泊、マスコミ・警察による捜索キャンペーンへと事態は拡大した。やがて、信者達が自発的に共同生活をしていたことが徐々に判明。当時の日本の中流家庭が抱える問題を象徴する出来事となった。
- 7月14-30日 第2回国連婦人の10年中間年世界会議、コペンハーゲンで、145ヵ国3000人が参加。「女性に対するあらゆる形態の差別撤廃に関する条約」に日本を含む51ヶ国が署名。社会と家庭における伝統的な性別役割分業や差別的慣習の見直しがうたわれた。
- 8月1日 横浜地方裁判所、約1億6000万円の離婚慰謝料命ずる、日本の離婚裁判史上最高額、結婚後にできた財産の半分は妻の貢献によるとして妻が夫を相手に訴えていた。
命じられた慰謝料の内訳は、現金1億1000万円と時価5000万円の土地の移転登記
- 9月- 富士見産婦人科病院事件、病院が不必要な手術を行い、女性の健康な子宮や卵巣を摘出し奪ってしまう乱診乱療を繰り返していた事件が判明
子宮は出産のためのものであり、用がなくなってからは病気になったら摘出してもよいという産科婦人科学会の、男性医師中心の発想そのもの、も問われた事件である。
- 10月7日 ベティ・フリーダン（Betty Friedan）来日講演会「女性と社会」、 国際女性学会 主催
- 10月4日 「80年女の集会」、全国のウーマン・リブグループ20数団体から700人参加
- 10月10日 日本初の女子陸上1万メートル公式競争、東京・国立競技場で、田中三恵36分56秒4で優勝
- 10月16日 カネボウ、ヤング向け香水「レディー80（エイティ）」発売、3000～8000円
- 10月22日 日本人男性のフィリピンへの買春ツアーは日比親善を損なうと国会で問題に
- 10月31日 総理府婦人問題企画推進本部、「国連婦人の10年中間年全国会議」開催
- 11月22日 国際婦人年日本大会の決議を実現するための連絡会、「国連婦人の10年中間年日本大会」開催 、「後半期に向かって—私たちのとりくみ」など採択
- 11月22-23日 明治大学をはじめとする学生により「女子学生の就職差別に抗議する、もう黙っていられない」の48時間ハンガー・ストライキ、東京・数寄屋橋公園で
- 11月25日 東京高等裁判所、8歳少女の交通事故死損害賠償請求裁判で、男女の逸失利益に格差をもうけるのは不合理と判決
- 11月29日 アジアの女たちの会主催「'80買春観光に反対する集会」とデモ
- 11月30日 猿橋勝子、女性初の日本学術会議会員に
- 11月30日 第1回世界女子柔道選手権大会の52キロ級で山口香、日本人初の銀メダル、ニューヨークで開催
- 12月7日 「戦争への道を許さない女たちの集会」、カトリック山手教会で集会とデモ
- 12月12日 52歳の主婦が19歳の自分の娘に保険金6000万円をかけて殺害、松江市で
- 12月18日 日弁連「婦人差別撤廃条約の批准と関係法令の制定等に関する決議」を採択
- 12月- 身重の花嫁のためのウェディングドレス初めて売られる、西武百貨店池袋本店、13万円

- 総合女性史研究会 発足
- 出生率人口千人当たり13.6で史上最低、結婚77万5000組、離婚14万3000組
- 女子大生対象のマンション・アパートが続々登場、ユニットバス・トイレ・冷暖房・洋服ダンス・冷蔵庫付きで家賃月4万5000～7万円
- 女子大生の”就職用”の美容整形話題に、全美容整形施術者中約3割が”就職用”
- 第1子出産平均年齢26.42歳、昭和25年は24.4歳、初産の高齢化すすむ。
- 大分県看護協会、妻が出産を控えた若いお父さんのために「お父さん教室」開設